# Plurella monogyna
Plurella monogyna is een zakpijpensoort uit de familie van de Plurellidae. De wetenschappelijke naam van de soort werd voor het eerst geldig gepubliceerd in 2000 door het echtpaar Claude en Françoise Monniot.